# Colignonia

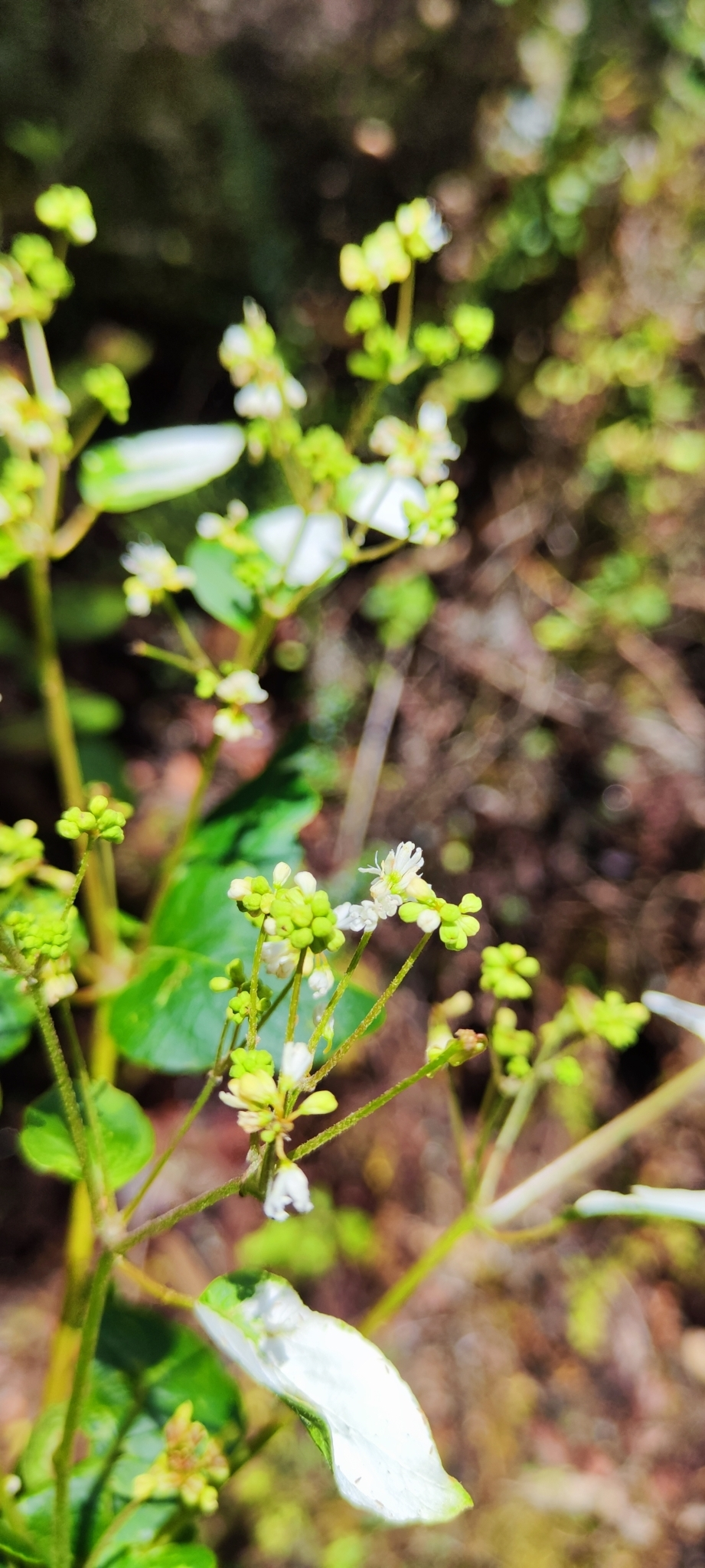
Colignonia parviflora

Colignonia es un género de plantas herbáceas caducas o perennes perteneciente a la familia Nyctaginaceae. Comprende 14 especies descritas y de estas, solo 6 aceptadas.

## Taxonomía
El género fue descrito por Stephan Ladislaus Endlicher  y publicado en Genera Plantarum 311. 1837.

## Especies aceptadas
A continuación se brinda un listado de las especies del género Colignonia aceptadas hasta octubre de 2014, ordenadas alfabéticamente. Para cada una se indica el nombre binomial seguido del autor, abreviado según las convenciones y usos.	
- Colignonia glomerata Griseb.
- Colignonia ovalifolia Heimerl
- Colignonia parviflora (Kunth) Choisy - chulco del Perú y Chile[3]
- Colignonia pentoptera J.E.Bohlin
- Colignonia rufopilosa Kuntze
- Colignonia scandens Benth.